# Frank Andersen (fodboldtræner)
 For alternative betydninger, se Frank Andersen. (Se også artikler, som begynder med Frank Andersen)
Frank Andersen (født 19. november 1961) er en dansk fodboldtræner, der senest var vikarierende cheftræner i SønderjyskE.
Andersen har tidligere været cheftræner i Silkeborg IF, SønderjyskE, Vejle Boldklub og Kolding FC. Desuden har han fungeret som ekspertkommentator på TV 2.

## Klubber som træner
- 1995: Midlertidig cheftræner for Silkeborg IF
- 1995-1996: Assistenttræner for Silkeborg IF
- 1997-2003: Cheftræner for Haderslev FK/HFK Sønderjylland
- 2004-2005: Cheftræner for Vejle Boldklub
- 2008-2009: Cheftræner for Kolding FC
- 2009-2010: Vikarierende cheftræner for SønderjyskE (mens Michael Hemmingsen tog UEFA Pro Licens)